# Llei de Godwin

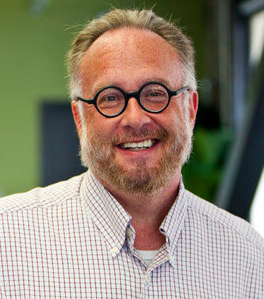
Mike Godwin

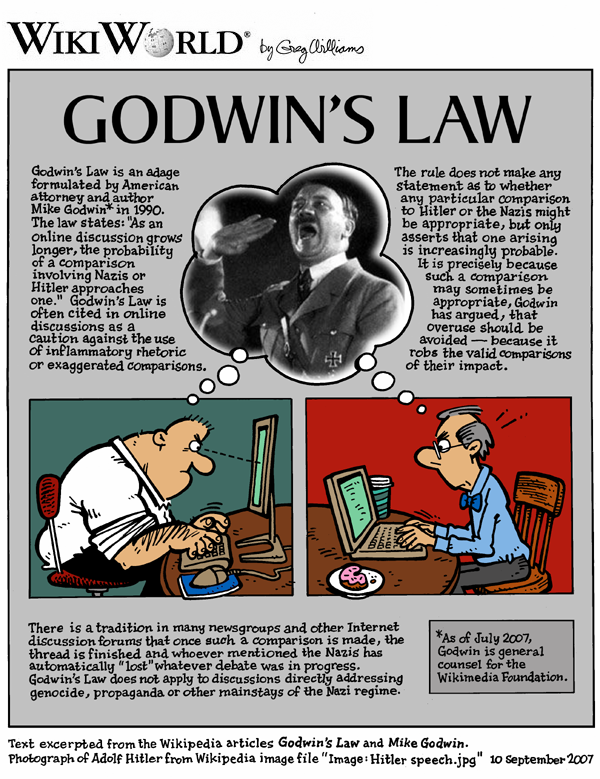
Il·lustració (en anglès) del moment en què una discussió passa a ser una confrontació, la qual cosa inevitablement genera un punt de no retorn.

La Llei de Godwin, també anomenada Regla de Godwin de l'analogia amb els nazis (de l'anglès Godwin's Rule of Nazi Analogies) és un adagi formulat per Mike Godwin el 1990. La llei proposa el fet següent:
| « | A mesura que una discussió a la xarxa creix, la probabilitat que es produeixi una comparació amb els nazis o Hitler tendeix a u. | » |

La Llei de Godwin és citada habitualment a les discussions en línia com un avís contra l'ús de retòrica incendiària, especialment contra arguments fal·laços de la forma reductio ad Hitlerum.
La regla no diu si l'ús de la comparació amb els nazis o Hitler en cada cas concret és adequada, només afirma que és probable que s'esdevingui. Precisament pel fet que una comparació així pot ser adequada, Godwin ha argumentat que el sobreús d'aquestes comparacions s'hauria d'evitar, perquè treu força als usos legítims.
En l'àmbit cultural català aquesta regla és també vàlida, encara que la probabilitat de comparació amb els feixistes, franquistes o amb Franco és també alta, a falta d'estudis científics que ho corroborin.

## Origen
L'autodenominada llei és epònima del seu ideòleg, Mike Godwin, de la Electronic Frontier Foundation, i es va popularitzar a principis dels anys noranta. Richard Sexton assegura que és una formalització d'un missatge del 16 d'octubre de 1989 que ell va enviar.
| « | Es pot deduir que una discussió en USENET caduca quan un dels participants esmenta Hitler o els nazis. | » |

En dir 'caducitat' es refereix en aquests espais a dos fets relacionats:
1. El tema s'hauria desviat prou de l'assumpte original, de manera que el fil conductor i les idees desenvolupades es distorsionen.
2. El fil podria ser tancat (ja no permetre més comentaris) i passar la discussió a un altre fil.

Així que el terme 'caducitat' implica una o ambdues coses, caducitat de la relació títol-tema i caducitat de la funció del servidor web d'acceptar més entrades de text.
En considerar que el mem de comparacions amb els nazis a Usenet era il·lògic i ofensiu, Godwin va establir la llei com un "contra-meme" en 1994 en un article sobre la seva llei. La funció memètica l'enunciat és advertir als participants sobre les implicacions de desviar un tema tant fins a "comparar amb els nazis".
Molts la van estendre per establir que qui els esmenti com a tàctica argumentativa fora del context bèl·lic mundial o de l'Holocaust, perd immediatament la discussió. La idea subjacent és el mal gust de comparar trivialitats amb genocidis.